# مارادي (إيطاليا)
مارادي، (بالإنجليزية: Marradi)‏، هي (بلدية) في مدينة فلورنسا، في إقليم توسكانا الإيطالي، وتقع على بعد حوالي 45 كم (28 ميل) شمال شرق فلورنسا، على الحدود مع منطقة إميليا رومانيا.

## السكان
في سنة 1861 بلغ عدد السكان 7٬676 نسمة، وتطور العدد ليصل في سنة 2011 لـ 3٬257 نسمة.
يظهر هذا المخطط البياني تطور النمو السكاني لـ مارادي (إيطاليا)